# Carangoides bajad
Carangoides bajad är en fiskart som först beskrevs av Forsskål, 1775.  Carangoides bajad ingår i släktet Carangoides och familjen taggmakrillfiskar. Inga underarter finns listade.